# شينوسكي تاتشيبانا
شينّوسكي تاتشيبانا (立花慎之介 تاتشيبانا شينّوسكي) هو مؤدي أصوات ياباني ولد في 24 أكتوبر 1978 في محافظة غيفو.

## أدواره في الأنمي

### مسلسلات أنمي تلفزيونية
- الخادم الأسود - سوما أسمان كادار
- الخادم الأسود 2 - سوما أسمان كادار
- الخادم الأسود Book of Circus - سوما أسمان كادار
- سيكيريه - ميناتو ساهاشي
- سيكيريه Pure Engagement - ميناتو ساهاشي
- روميو x جولييت - بنفوليو
- ميري آكلة الأحلام - تاكاتيرو أكياناغي
- زامد الذكرى الضائعة - فورويتشي تيراوكا
- الخيانة تعرف إسمي - أوزوكي، لوزي كروسيزيريا
- ريجيوس المدرعة - سوهو
- المتحري الروحي ياكومو - تاتسيا ناكاهارا
- نودامي كانتابيلي - توموهارو كاتاياما
- عروس سيتو - بوب
- أبطال الكرة - نديم
- خادم الصفر F - فيتوريو
- سيكاي-ايتشي هاتسوكوي - تشياكي يوشينو
- أغنية حب طيار - بنجامين شيريف
- ميكاكوسيتي أكتورز - كانو
- حماس كرة القدم - ريوجي فورويا
- دي دي قبضة نجم الشمال - كينشيرو
- طوكيو غول - سيدو تاكيزاوا
- طوكيو غول A√ - سيدو تاكيزاوا
- تيرافورمارز - وولف ريدفيلد
- تيرافورمارز ريفنج - وولف ريدفيلد
- دي جرايمان HALLOW - هوارد لينك
- كونكريت ريفولوتيو: فنتازيا الخوارق - جوداس
- كونكريت ريفولوتيو: فنتازيا الخوارق THE LAST SONG - جوداس
- بيغ أوردر - يوشيتسوني هيراغي
- يامادا-كون و الساحرات السبع - شينيتشي تاماكي
- شينوبي نوبوناغا - أكيتشي ميتسوهيدي
- شينوبي نوبوناغا: إيسي وكانيغاساكي - أكيتشي ميتسوهيدي
- هايكيو!! - موريسكي ياكو
- هايكيو!! الموسم الثاني - موريسكي ياكو
- ماجين بون - لوك
- جاندام بيلد فايترز - نيلز نيلسن
- جاندام بيلد فايترز تراي - نيلز ياجيما
- طاغية الحب - ناغيتو كوسونوكي
- لعبة الملك ذي أنيميشن - ناويا هاشيموتو

## أدواره في الدبلجة اليابانية
- منزل فوستر - ديلان
- باتمان: الجرأة و الشجاعة - أتوم

## وصلات خارجية
- شينوسكي تاتشيبانا على موقع IMDb (الإنجليزية)
- شينوسكي تاتشيبانا على موقع ميوزك برينز (الإنجليزية)
- شينوسكي تاتشيبانا على موقع قاعدة بيانات الفيلم (الإنجليزية)
- شينوسكي تاتشيبانا على موقع كينوبويسك (الروسية)
- شينوسكي تاتشيبانا على موقع ANN person (الإنجليزية)